# نورمان برايسون
نورمان برايسون (بالإنجليزية: Norman Bryson)‏ هو مؤرخ الفن بريطاني، ولد في 1949.